# 巫姓
巫姓是一個中文姓氏，在《百家姓》中排第220位。

## 起源
巫姓的起源傳說，主要有三個：

### 源自姬姓
- 一、據《姓氏考略》所載：「黃帝臣巫彭作醫，為巫氏之始。」
- 二、出自春秋时期鲁文公之子叔肸曾孙——公巫召伯，属于以先祖名号为氏。原以公巫姓，後簡稱成為巫姓。
- 二、以職業為氏。《風俗通義》載：「凡樂於事，巫卜匠陶是也。」周代時，南方陳楚等地有濃厚的巫覡文化，巫師深受君王所尊重；商代的巫人，是為人祝禱、醫病、算卦的專業人士，舉凡農稼、征戰、仕官諸事務，時人均向巫人徵卜；巫人又會為世人通靈，作為生者與死者的聯繫媒介，俗稱「問覡」，該習俗至今仍甚盛行。可見巫術在古代的精神文化裡，經常佔有崇高的地位。據稱有不少巫人世家，子孫就以巫氏為姓。

- 三、以官職為氏。中國有專司卜巫的官職，如「巫先」、「巫祝」等，都有子孫以巫為姓。另周代時有負責照顧馬匹的官職名為「巫馬」，有曾司此職者的後人以其為姓，而巫馬姓亦被視為是巫姓的分支之一。

### 其它記載
據巫姓族譜所載：「巫姓始祖乾公：黄帝轩辕氏之裔」、按《罗泌路史》：巫人为高辛氏才子，显於唐虞，封於巫，乃帝喾之裔， 称八元、阏伯、实沈、叔戏、晏龙、巫人、绩牙、厌越、为虞布五教，与八恺称十六相 （作十六族）。又按帝喾高辛氏生子乾公，采郡於青州山之西平阳立郡，由斯名山西平阳 郡封巫氏系属平阳郡。

## 地望分佈
- 山西省臨汾縣西南一帶
- 广东省梅州一帶
- 台灣彰化縣溪湖一帶

## 延伸阅读
[在维基数据编辑]
 《百家姓》
 《欽定古今圖書集成·明倫彙編·氏族典·巫姓部》，出自陈梦雷《古今圖書集成》